# Tjäretjärnen, Västerbotten
Tjäretjärnen är en sjö i Vännäs kommun i Västerbotten och ingår i Hörnåns huvudavrinningsområde.